# Curitiba
Curitiba je město v Brazílii, hlavní město státu Paraná.
Město má 1 879 355 obyvatel (údaj z roku 2015) a rozkládá se na území o velikosti 434, 967 km².

## Historie
Město založili portugalští kolonisté roku 1693 a dali mu název Vila da Nossa Senhora da Luz dos Pinhais (Město Naší Paní ze světla borovicových šišek). Současný název Curitiba pochází ze slov jazyka Tupí-Guaraní a znamená mnoho borovic/šišek (brazilských araukárií). K velkému rozvoji města došlo, především zásluhou přistěhovalců z Evropy, na přelomu 19. a 20. století – v roce 1942 žilo v Curitibě 120 tisíc obyvatel.

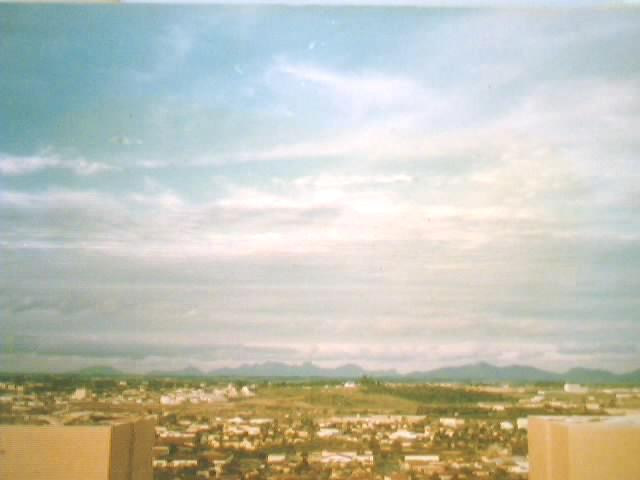
1973
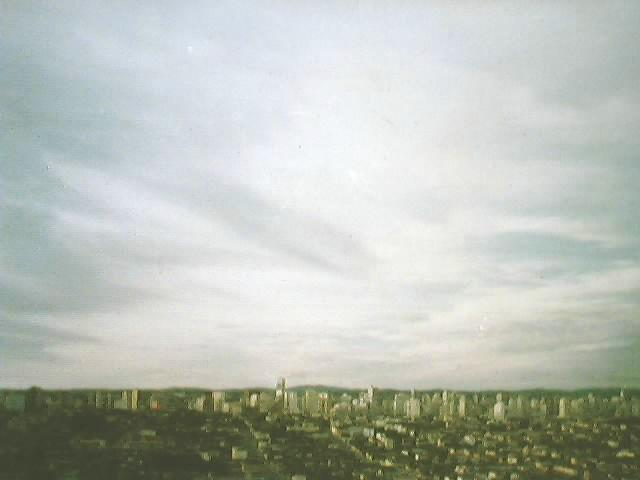
1977
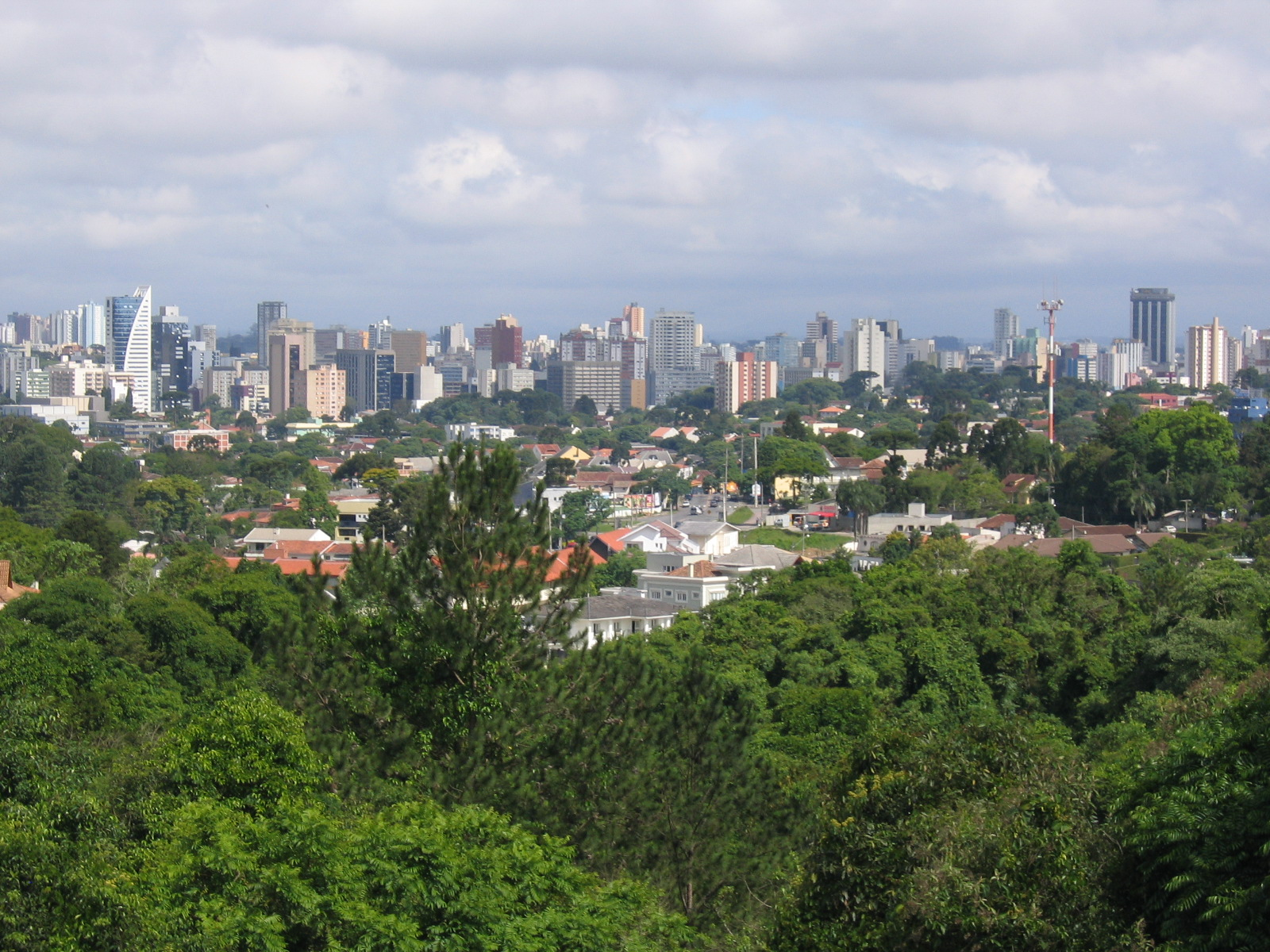
2006

## Rozvoj Curitiby
Do 70. let se Curitiba příliš nelišila od ostatních brazilských velkých měst – spousta jejích obyvatel žila v příměstských chudých čtvrtí z chatrčí z vlnitého plechu a lepenky (tzv. favelas) a potýkalo se se spoustou problémů třetího světa – kromě chudoby i nezaměstnaností, odpadem a kriminalitou.

### Jaime Lerner

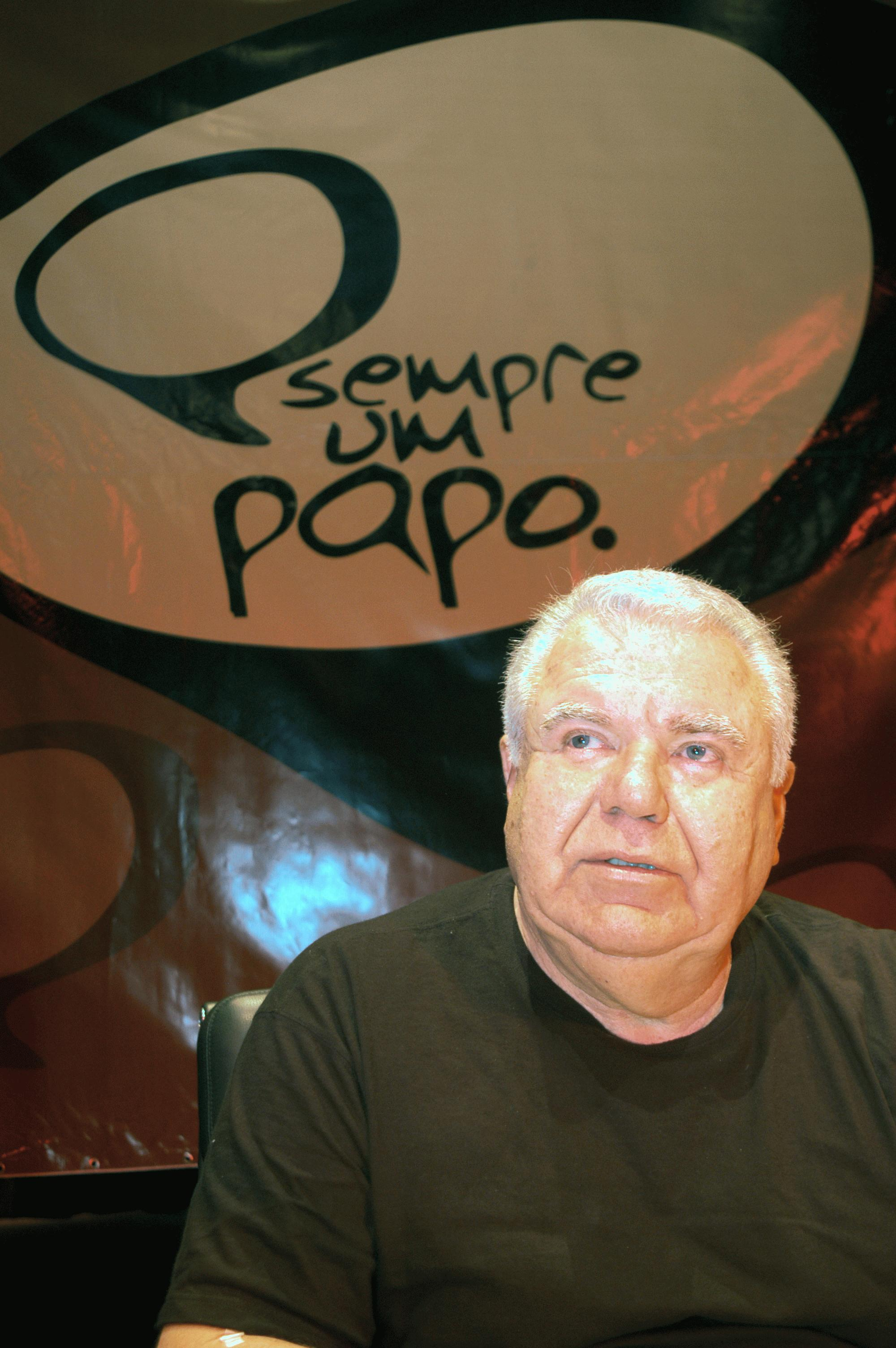
Jaime Lerner

Roku 1971 se stal starostou Curitiby Jaime Lerner, původním povoláním architekt. Problém odpadků ve favelas, kam se kvůli nim popelářské vozy ani nemohly dostat, vyřešil Lerner programem Odpad, který není odpadem – na okraje favelas umístil velké kovové, barevně odlišené, popelnice na kov, plasty, sklo, bioodpad a zavedl, že každý, kdo přinese roztříděný pytel odpadků, dostane za něj lístek na místní autobusovou dopravu. Během několika měsíců, kdy se do tohoto programu zapojila většina obyvatel chudinských čtvrtí, se tím zbavil problému odpadků ve favelas ale i přiblížil chudinské čtvrti s centrem města.
Jaime Lerner později zavedl další podobný systém – nejdřív v každé lokalitě Curitiby stanovil dva limity pro počet pater pro novostavby: prvního limitu počtu pater mohly novostavby dosáhnout bez poplatku, za každé další patro až do druhého limitu (násobené výměrou) však město stanovilo částku, kterou stavitel novostavby musí věnovat do speciálního městského fondu. Tento fond (potažmo celý systém) nese jméno sol criado a slouží k udržování a rozvoji historické části města. Curitiba v tomto systému hraje roli bankéře, který toliko spojuje peníze, jež jsou stavitelé novostaveb ochotni do systému vložit, s potřebami na údržbu budov, náležící do historického jádra města.
Obdobný systém zavedl i na rozvoj parků – majiteli velkého pozemku je přiděleno právo zastavět jednu stranu ulice za podmínky, že na druhé vybuduje městský, veřejně přístupný park.
Jaime Lerner byl za tato zlepšení několikrát opětovně zvolen starostou. Později se stal guvernérem Paraná a existovalo několik hnutí, která z něj chtěla udělat prezidenta Brazílie. Jaime Lerner ale v roce 2021 zemřel.

## Současná Curitiba
- nemá podzemní dopravu, ale má pravděpodobně nejlepší koncepci[1] sítě městské hromadné dopravní dopravy v Brazílii.
- každý čtvrtý její obyvatel vlastní osobní automobil, ale dává přednost hromadné dopravě
- výlohy za veřejnou dopravu činí asi dvacetinu v porovnání s okolními velkoměsty
- zažívá díky stavbě parků a pěších zón rozvoj různých festivalů, které se v ní konají a nacházejí oblibu, a center obchodů s non-stop provozem
- díky programu systému Odpad, který není odpadem nevlastní zařízení na separaci tuhého odpadu, byť jej vyprodukuje víc než tisíc tun denně
- má tzv. svobodnou univerzitu, nabízející bezplatné kurzy pro vybraná povolání
- je jediným městem, kde znečištění ovzduší od 50. let 20. století pokleslo.
- je jedním z mála měst, které mají dosáhly poměru 52 m² zeleně na obyvatele
- bylo v roce 1992 Spojenými národy vyhlášeno za vzorové ekologické město.
- nabízí svému průměrnému obyvateli 3,3–5 násobek minimální mzdy v zemi
- má nejrozvinutější[1] systém sociální podpory v Brazílii
- má jeden z nejživotaschopnějších[1] kulturně-vzdělávacích programů v zemi
- má nižší daňové sazby než zbytek země
- v letech 1980–1995 rostlo HDP Curitiby na hlavu o 45 % rychleji než průměr státu Paraná
- dostala přízvisko město, které se během jedné generace vymanilo z Třetího světa[2]

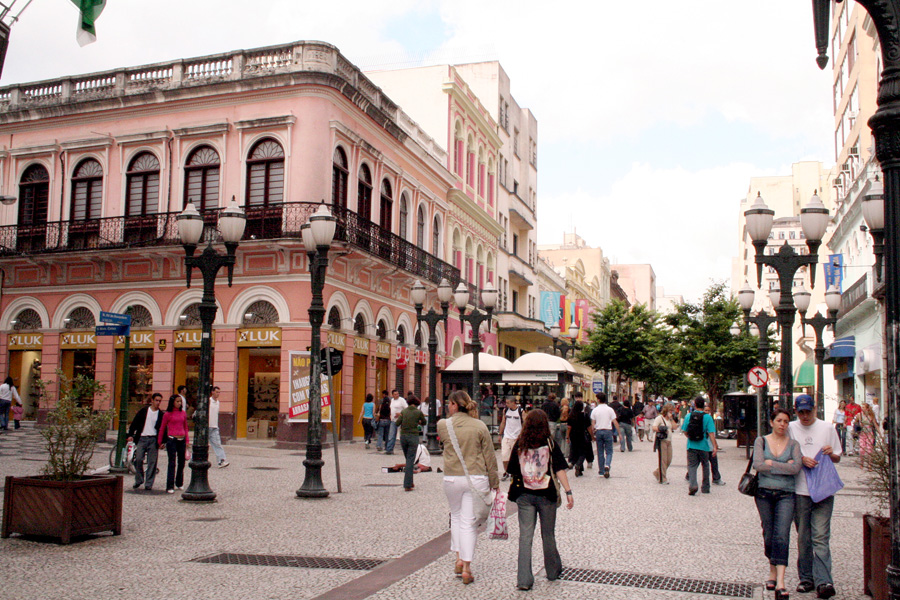
Ulice 15. listopadu/„Květinová ulice“
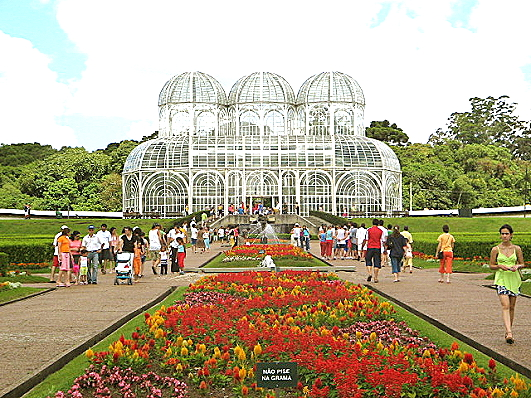
Botanická zahrada
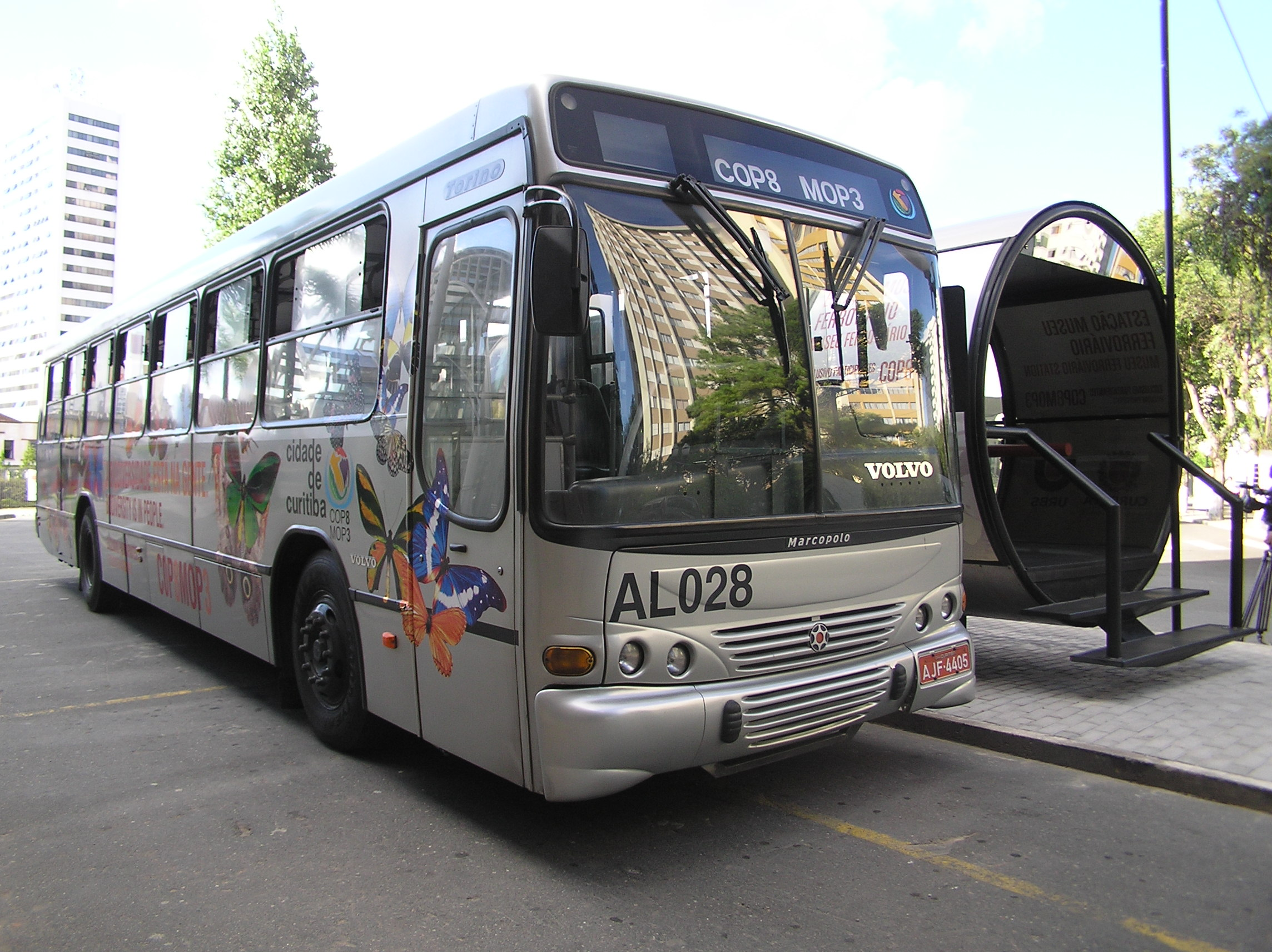
Autobusová doprava
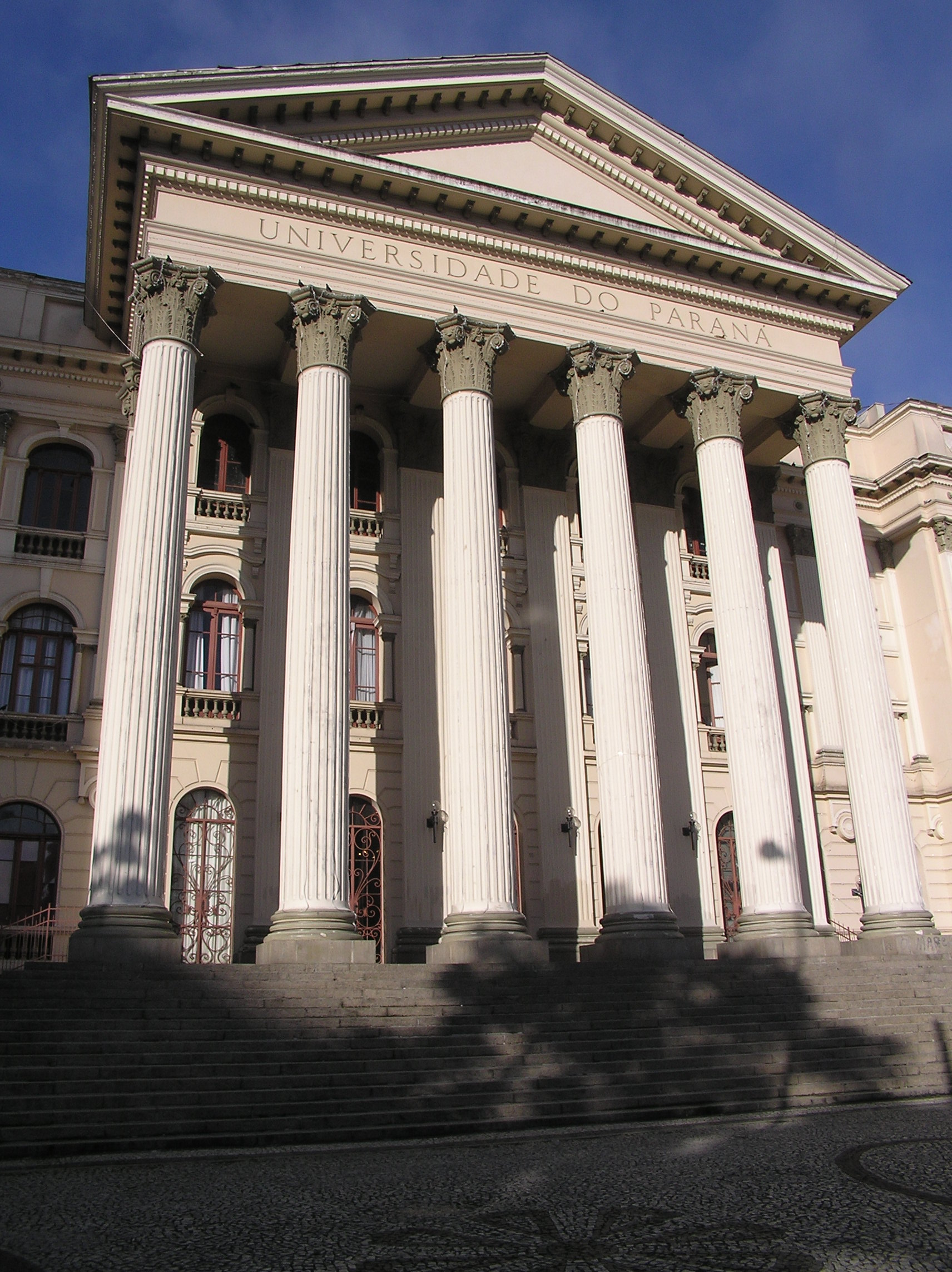
Univerzita Paraná
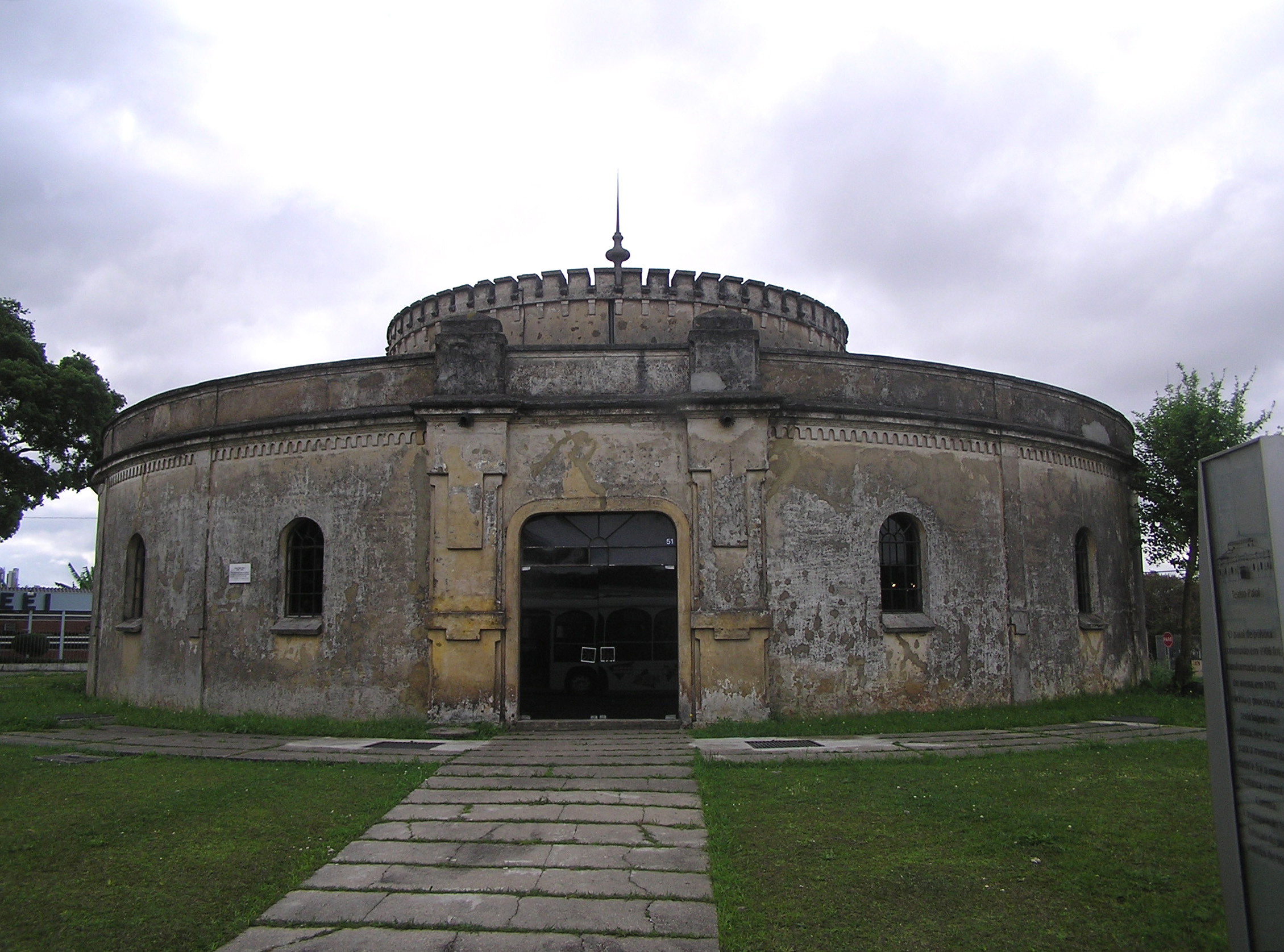
Divadlo Piaol
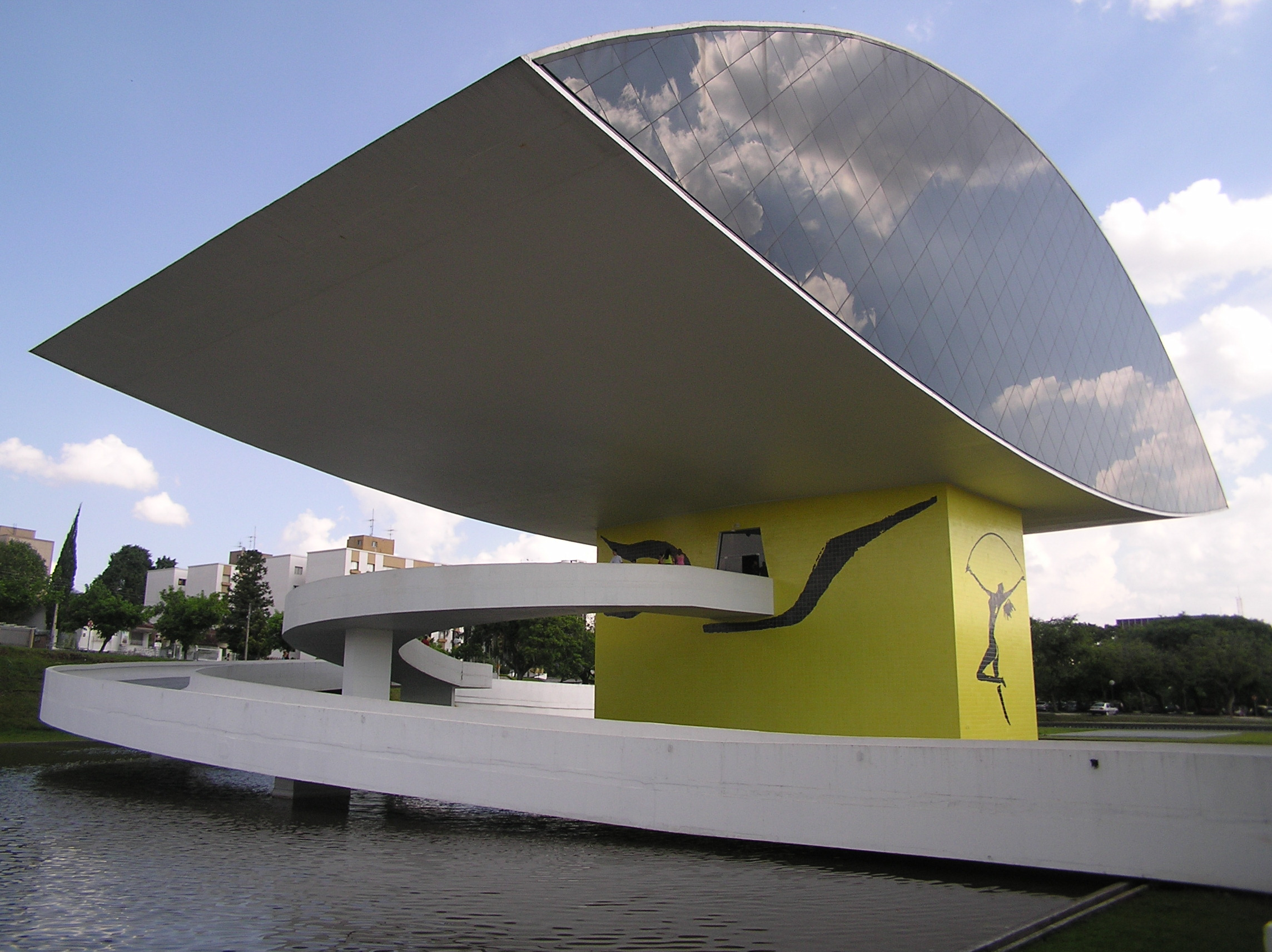
Muzeum Oscara Niemeyera
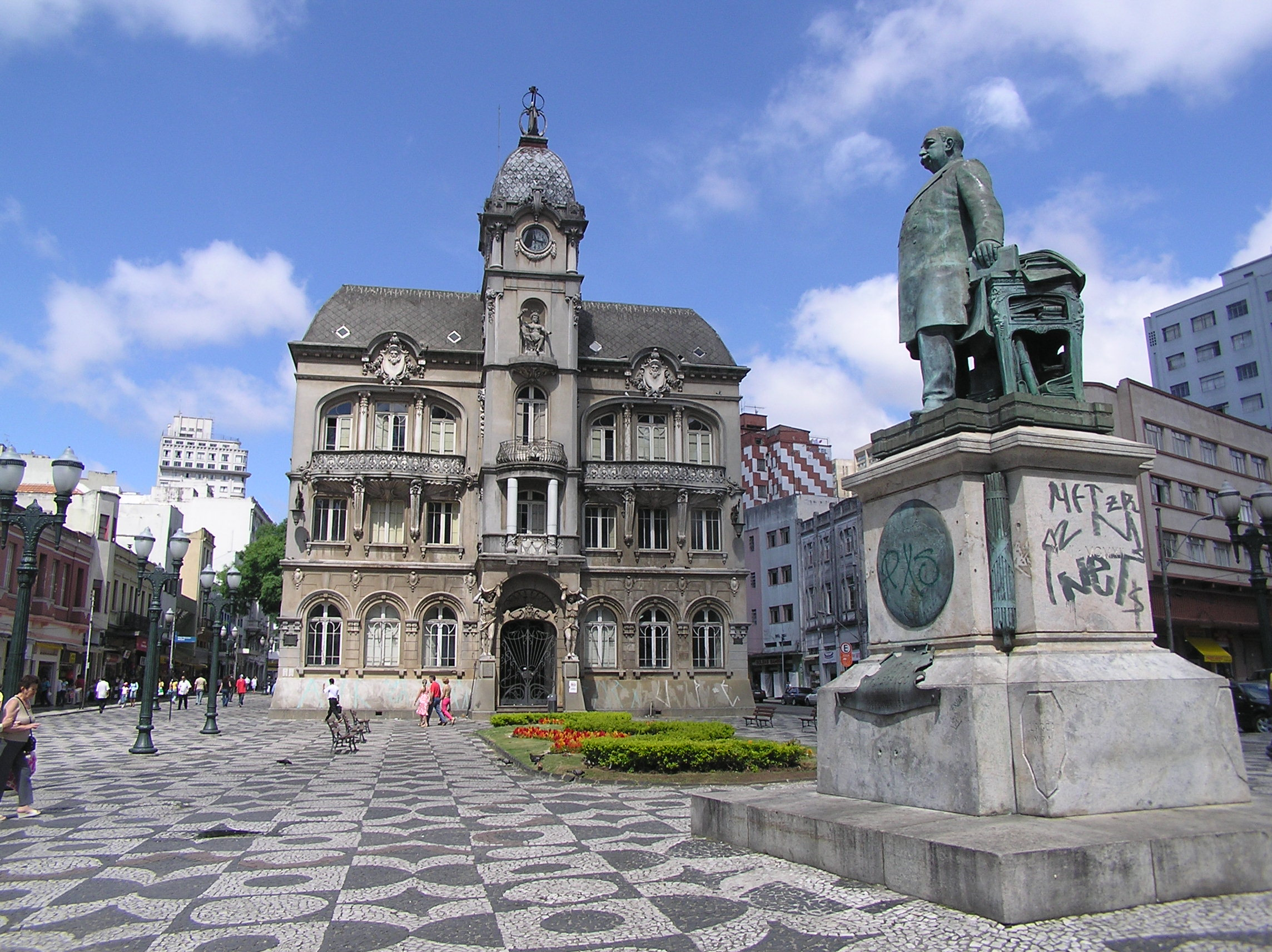
Praça Generoso Marques
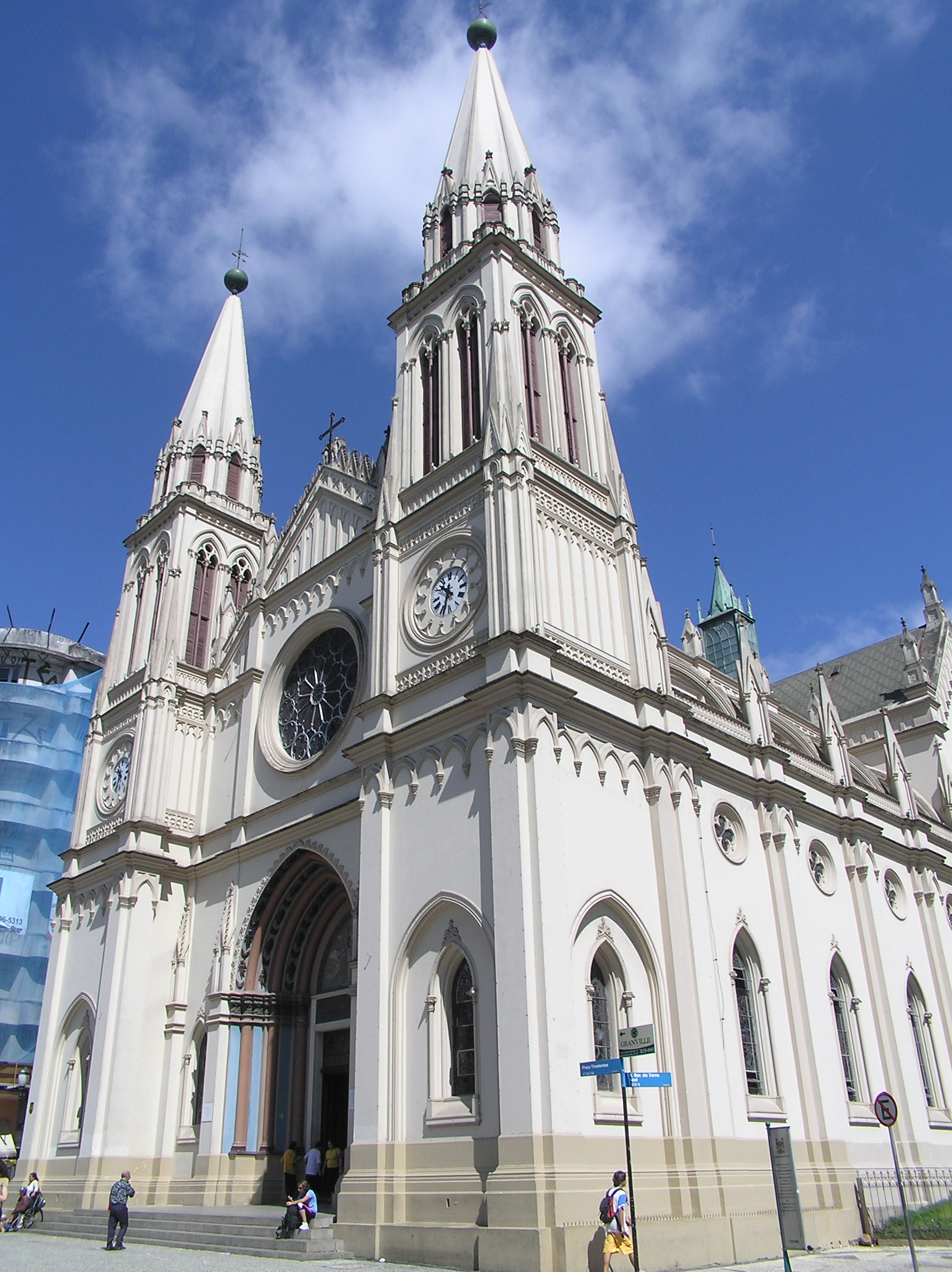
Metropolitní katedrála
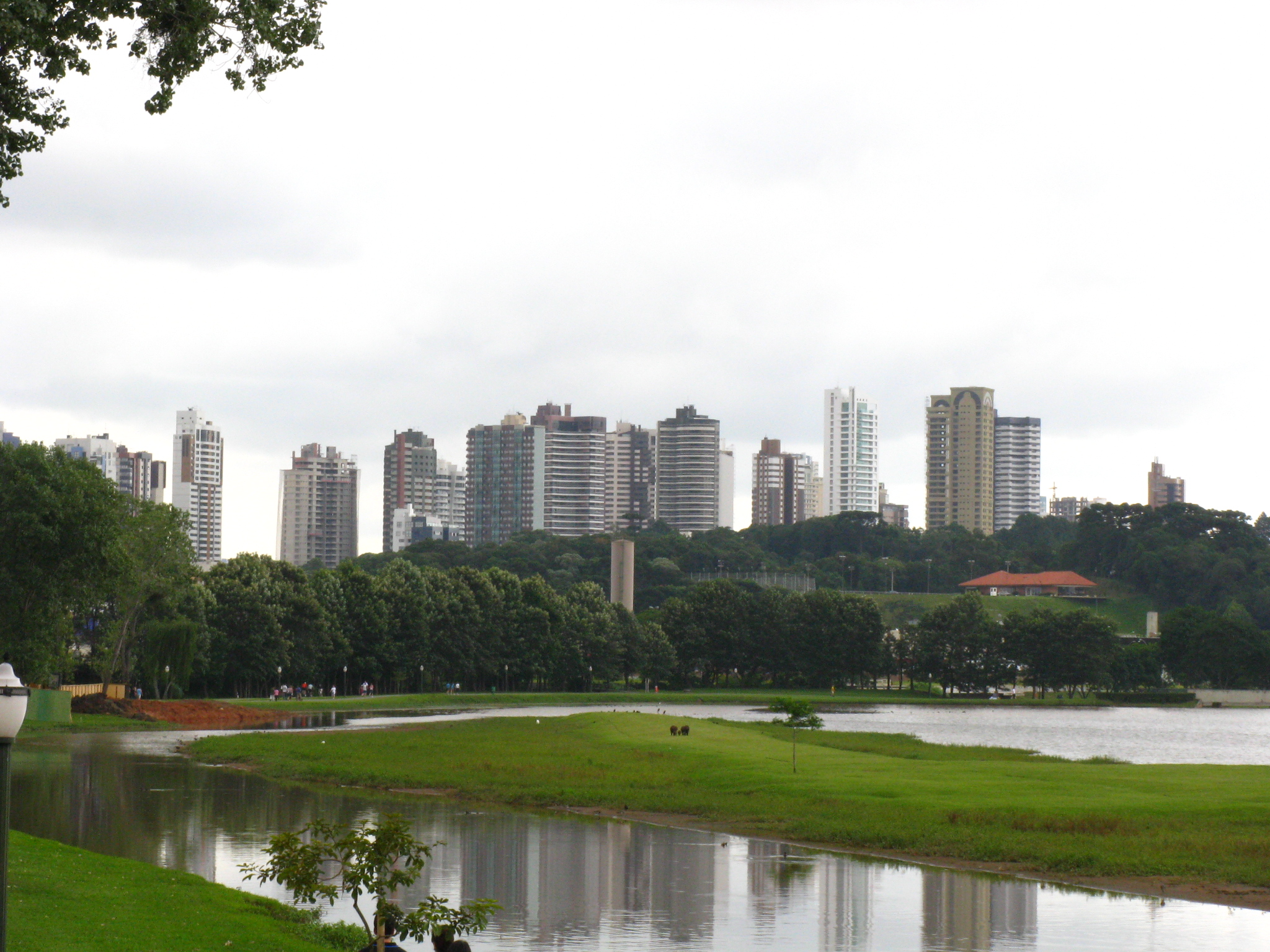
Pohled na město z parku Barigui
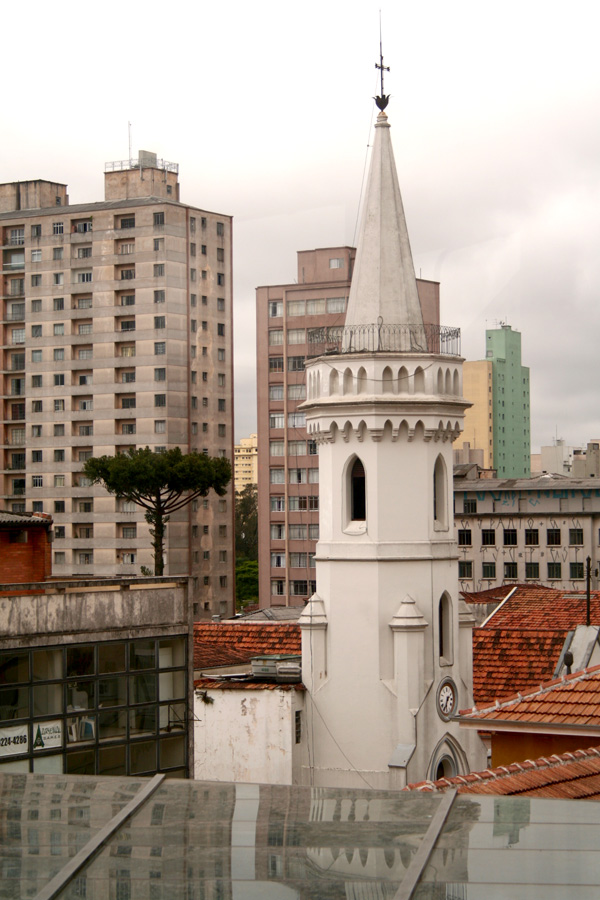
Řádový kostel z roku 1737
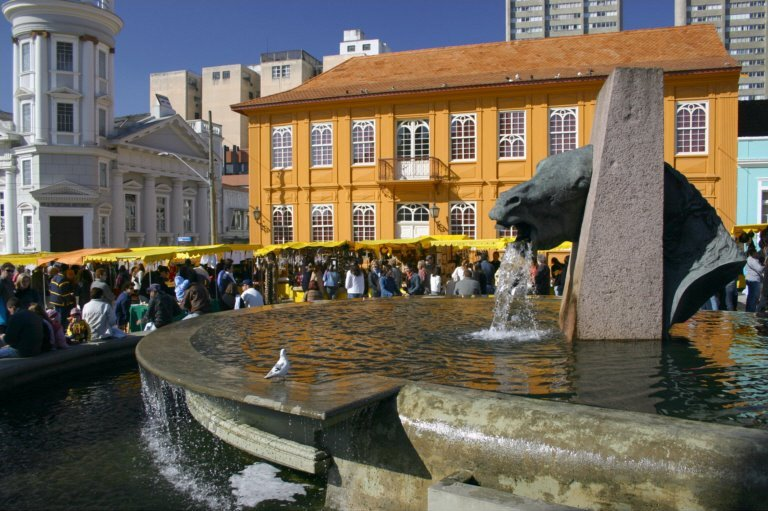
Garibaldiho plaza
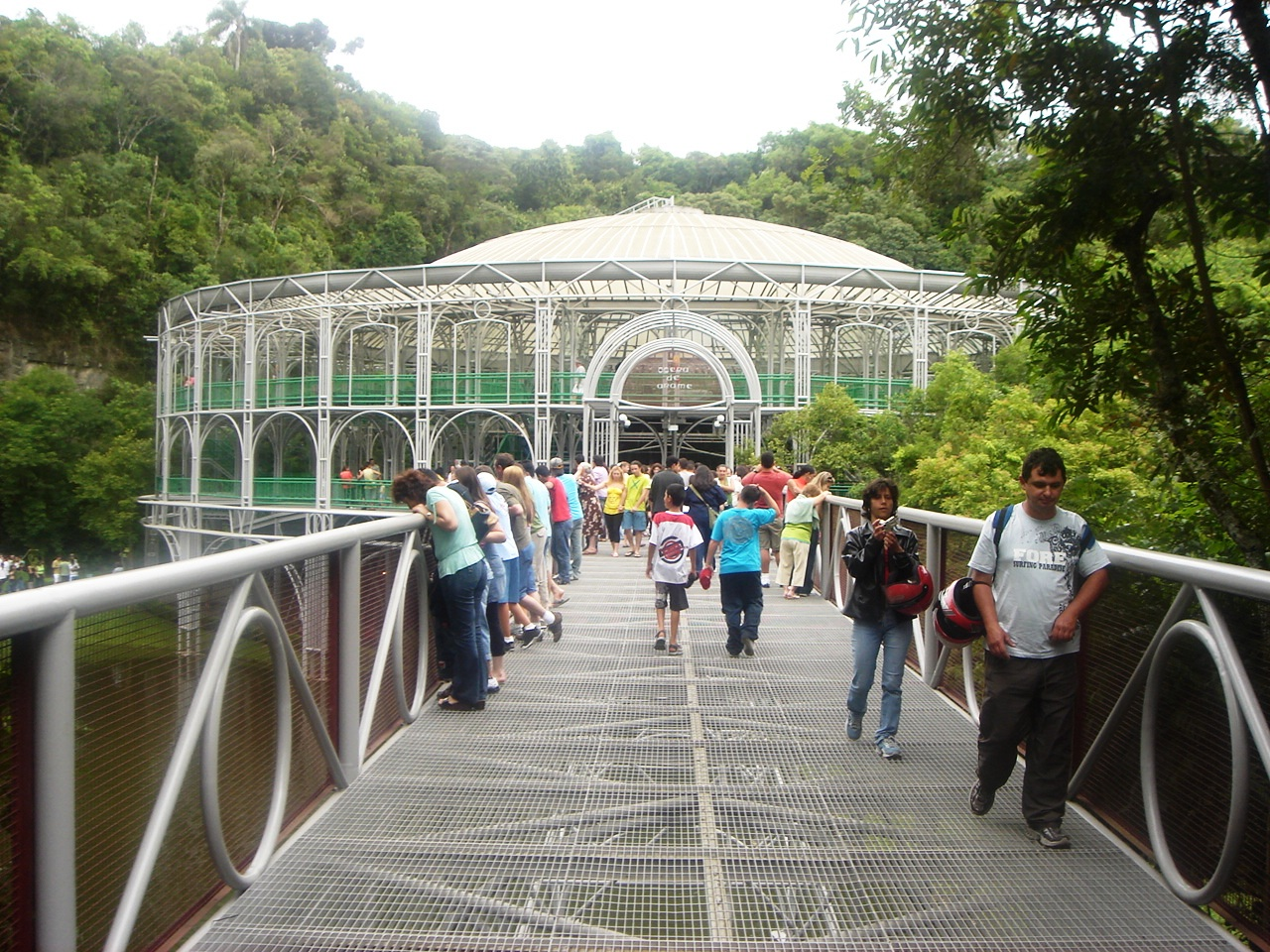
Ópera de Arame

## Partnerská města
- Asunción, Paraguay[3]
- Coimbra, Portugalsko[4]
- Córdoba, Argentina[5]
- Corrientes, Argentina[5]
- Guadalajara, Mexiko[3]
- Chang-čou, Čína[3]
- Himedži, Japonsko[3]
- Krakov, Polsko[6]
- Lyon, Francie[7]
- Montevideo, Uruguay[3]
- Orlando, Spojené státy americké[8]
- Santa Cruz de la Sierra, Bolívie[3]
- Suwon, Jižní Korea[3]
- Treviso, Itálie[9]